# Австрійська музична нагорода Амадеус
Австрійська музична нагорода Амадеус (нім. Amadeus Austrian Music Award) — це найважливіша австрійська нагорода за видатні досягнення в австрійській музичній індустрії. Заснована в 2000 році Міжнародною федерацією звукозаписувальної індустрії в Австрії, її щорічна церемонія нагородження в 19 категоріях з 2012 року транслюється австрійським національним телебаченням Австрійського телерадіо (нім. Österreichischer Rundfunk) із зали Народного театру Відня. Ці нагороди є австрійським еквівалентом Нагороди Греммі і вручаються музикантам з австрійським громадянством або тим, хто в Австрії заснував свою музичну кар'єру.

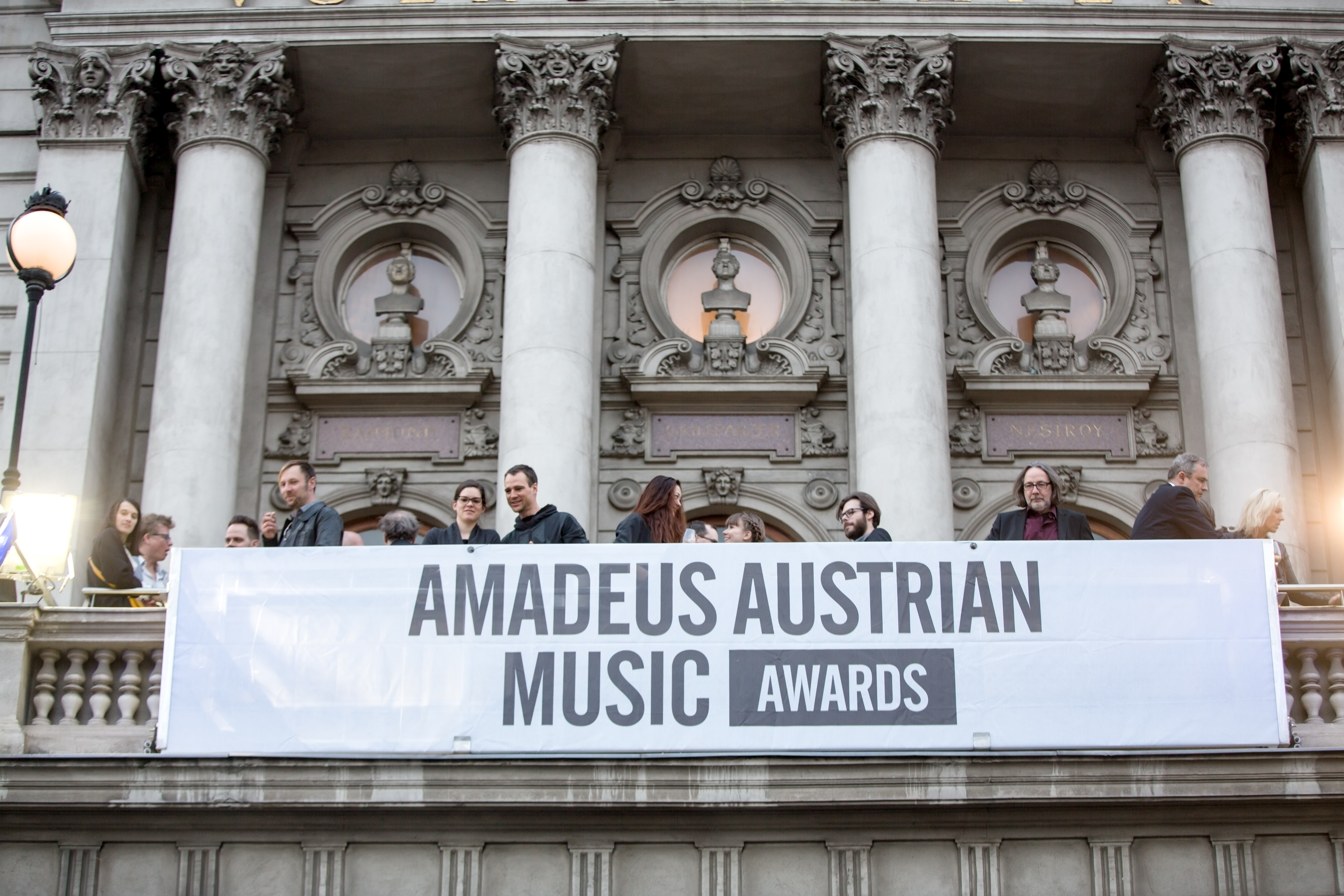

## Нагороди

### Основні категорії

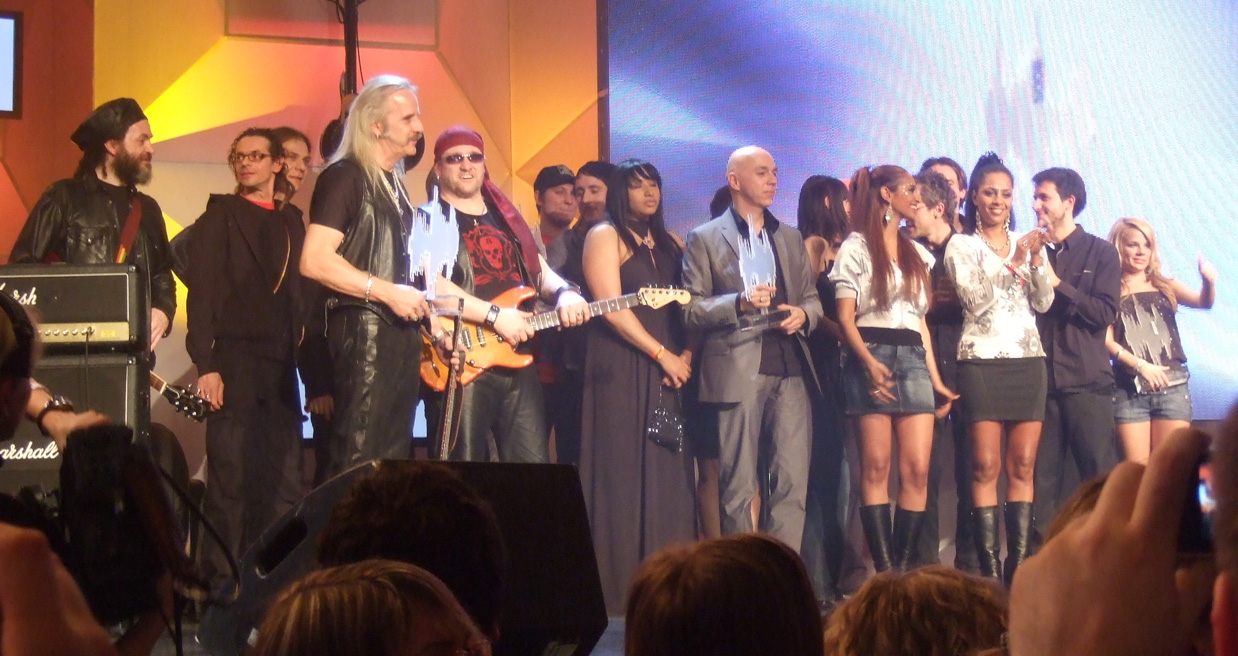
Переможці австрійської музичної нагороди Амадеус 2008 року

- Група року
- Запис Виконавець року
- Запис Виконавиця року
- Альбом року
- Пісня року
- Виконавець року
- Відео року
- Автор пісень року
- Премія FM4
- Повна творчість
- Найкраще оформлений альбом

### Інші категорії
- Альтернативний поп / рок
- Гардрок і Гевіметал
- ГіпГоп / Urban
- Джаз / Етнічна музика / Блюз
- Електронна / Танцювальна
- Поп / Рок (з 2016)
- Шлягер (2016—2017)
- Народна музика (2016—2017)
- Шлягер / Народна музика (з 2018)

## Переможці 2021
9 вересня 2021 року відбулася 21-ша церемонія нагородження переможців австрійської музичної премії Амадеус, що транслювалася на першому австрійському телеканалі ORF 1.

### Пісня року
- «Zefix» від Кріса Стегера[de]

### Альбом року
- «Полотно» (Leiwand) від групи Едмунд[de]

### Альтернатива
- група «Моя погана Клементина»[de] (My Ugly Clementine)

### Електронна танцювальна музика
- Паров Стеляр

### Тяжкий рок
- гурт Імператор Франц Йосиф[de] (Kaiser Franz Josef)

### Хіп-хоп
- Маві Фенікс[de] (Mavi Phoenix)

### Джаз / Етнічна музика / Блюз
- нім. 5/8erl in Ehr’n

### Поп / Рок
- Матея[de]

### Шлягер / Народна музика
- Мелісса Нашенвенг[de]

### Премія FM4
- група Серця Серця[de][2]

### Автор пісень року
- «Ліцензія на трактор» (Traktorführerschein), співачка: Матея[de], текст і музика: Губерт Моландер[de], Емануель Треу[de]

### Справа життя
- гурт Опус[3]

## Переможці 2022
29 квітня 2022 року в залі Народного театру у Відні відбулася церемонія нагородження переможців австрійської музичної премії Амадеус, що транслювалася на першому австрійському телеканалі ORF 1.

### Пісня року
- Expresso & Tschianti від Йоганнес Сумпіх[de] (Джош.)

### Альбом року
- Майбутнє (Zukunft) від Рафаель Рагуччі[de] (RAF Camora)

### Концерт року
- Піца та перекуски[de] дует

### Альтернатива
- Гранада[de] група

### Електронна танцювальна музика
- Звукова карусель[de] (Klangkarussell)

### Тяжкий рок
- Турбопиво[de] (Turbobier)

### Хіп-хоп
- Рафаель Рагуччі[de] (RAF Camora)

### Джаз / Етнічна музика / Блюз
- Молден[de] / Ресетариц[de] / Сойка[de] / Вірт[de]

### Поп / Рок
- Джош.[de][5]

### Шлягер / Народна музика
- Мелісса Нашенвенг[de]

### Автор пісень року
- Expresso & Tschianti від Йоганнес Сумпіх[de] (Джош., Т. Ольорга, Р. Беттйоль)

## Переможці 2023
28 квітня 2023 року в залі Народного театру у Відні відбулася церемонія нагородження переможців австрійської музичної премії Амадеус, що транслювалася на першому австрійському телеканалі ORF 1.

### Пісня року
- Ореол (пісня) від LUM!X разом з Піа Марія

### Альбом року
- Ванда (Wanda) від Ванда[de] (Wanda)

### Концерт року
- Ванда [de] (Wanda) група

### Альтернатива
- Вуду Юргенс[de][7]

### Електронна танцювальна музика
- LUM!X разом з Піа Марія

### Тяжкий рок
- Belphegor група

### Хіп-хоп
- Рафаель Рагуччі[de] (RAF Camora) та Джон Лоренц Мозер (Bonez MC)

### Джаз / Етнічна музика / Блюз
- Лукас Кранцельбіндер[de]

### Поп / Рок
- Джош.[de]

### Шлягер / Народна музика
- Мелісса Нашенвенг[de][8]

### Автор пісень року
- «Вона» від Сестри Поксрукер[de] (Текст і композиція: Магдалена, Крістіна та Стефані Поксрукер)

### Нагороди FM4
- Оскар Гааг[de][9]

### Нагорода студії звукозапису за найкращий звук
- «Десь за тридцять», Лемо[de] (Запис: Маркус Молдан, Девід Броннер / Мікс: Дітц Тінхоф, Девід Броннер / Мастеринг: Мартін Шеєр / Художнє виробництво: Девід Броннер, Лукас Гіллебранд)

### Справа життя
- Карл Ратцер[de][10]